# SmileY inc.
smileY inc.（スマイリー）は、声優の大坪由佳と、クリエーターのゆうゆからなる日本の音楽ユニット。

## 概要
ファンの皆様へ笑顔を届け続けたい という理念とともに、大坪由佳を「社長兼ボーカル」、ゆうゆを「秘書兼プロデューサー」とする企業系ユニット。「結成」のことを「起業」、「ユニット」のことを「企業」、ファンのことを「社員」、ライブのアンコールのことを「残業（社員がアンコールを催促するコールで『残業！　残業！』と言うと、大坪社長が現れて『社長の残業に付き合ってくれるー？』と訊く）」と表すなど、一つの会社のような表現がよく用いられる。
企業系ユニットについて、一般的な企業としての組織である会社をまねた音楽ユニットである「smileY inc.」が社名にあたる。会社の組織的な事も同じに当てはめている。
なお、2015年5月以降、ゆうゆはイベント等に出演しなくなり、2016年以降のCDジャケットや公式サイトトップページのビジュアルにゆうゆが写らなくなっている。更に2017年4月7日以降、公式Twitterの名義も「smileY inc.（大坪由佳）公式」に変更されており、smileY inc.とは直接関係無い大坪個人の事柄も自由に投稿されていた。また、シングル『「スキ」を教えて』の帯などにも「smileY inc.（大坪由佳）」という表記が見られる。このため、現在の「smileY inc.」は、実質的に大坪由佳個人によるアーティスト名義となっていた（ただし、あくまでゆうゆによる楽曲プロデュースは継続しており、内部制作体制に変化は見られなかった）。
しかし、CDの最終リリース及び公式サイトの更新は2017年5月、活動及びTwitter更新は同年12月下旬が最後となっており、2018年からは事実上の活動休止状態となっている（宣言はされていない）。また、公式サイトも2021年8月時点でリンク切れになり、閲覧不可となっている。

## メンバー
大坪由佳（おおつぼ ゆか）
社長兼ボーカル。EARLY WING所属の女性声優。千葉県出身の6月11日生まれ、O型。smileY inc.では社長兼ボーカルを務める。代表作に『ゆるゆり』の歳納京子役、『這いよれ! ニャル子さん』の暮井珠緒役、『ハナヤマタ』の西御門多美役などがある。
ゆうゆ
秘書兼プロデューサー。VOCALOIDを用いたオリジナル楽曲を中心に制作をしている音楽プロデューサー。愛知県出身の1月1日生まれ、B型。smileY inc.では秘書兼プロデューサーを務める。代表曲に『深海少女』、『天樂』、『桜の季節』、『私の宝石箱』、ツキウタ。シリーズなどがある。
ゆゆか
所属（イメージキャラクター）。
ニンジンスキー
所属（イメージキャラクター）。

### その他関係者
“役職”がある人物のみ。その役職が任命されたときのイベントについて注釈。
- 社外取締役（ゲスト）
  - 田中美海 - 『内定者説明会』のシークレットゲスト。
  - 加藤英美里 - “社外取締役部長”。『smileY inc.なかとにはふく来たる』にて競演、かと*ふくメンバー。
  - 福原香織 - “社外取締役課長”。同上。
かと*ふく二人の担当役職はイベント中のゲームコーナーにて、くじ引きで決定。このくじは、smileY inc.の二人も引き、大坪は変わらず社長、ゆうゆは会長となっている。
- アルバイト（司会進行）
  - 天津向 - 『企業説明会』の司会進行を担当。
  - 大橋隆昌 - “経理担当アルバイト”。『内定者説明会』の司会進行を担当。

## ディスコグラフィ

### シングル
|        | 発売日        | タイトル         | 規格品番     | 規格品番   | 最高位 |
| CD+DVD | 発売日        | タイトル         | CD           |            | 最高位 |
| ------ | ------------- | ---------------- | ------------ | ---------- | ------ |
| 1st    | 2014年8月27日 | 花雪             | AVCA-74536/B | AVCA-74537 | 16位   |
| 2nd    | 2016年1月27日 | 楽園ディストピア | ‐            | EYCA-10717 | 128位  |
| 3rd    | 2017年5月24日 | 「スキ」を教えて | ‐            | EYCA-11384 | 21位   |

### ミニアルバム
|        | 発売日        | タイトル     | 規格品番     | 規格品番   | 最高位 |
| CD+DVD | 発売日        | タイトル     | CD           |            | 最高位 |
| ------ | ------------- | ------------ | ------------ | ---------- | ------ |
| 1st    | 2015年4月22日 | smile basket | EYCA-10409/B | EYCA-10410 | 52位   |

### タイアップ曲
| 楽曲             | タイアップ                                   |
| ---------------- | -------------------------------------------- |
| 花雪             | テレビアニメ『ハナヤマタ』エンディングテーマ |
| 楽園ディストピア | オンラインゲーム『東京ハーレム』テーマソング |
| 「スキ」を教えて | テレビアニメ『恋愛暴君』エンディングテーマ   |

## イベント・ライブ
☆は、大坪が個人（作品キャスト）兼smileY inc.として出演したイベント
- 2014年6月15日 - (単独) smileY inc. 企業説明会
- 2014年8月23日 - (単独) smileY inc.トーク&ライブイベント 〜内定者説明会〜（TSUTAYA O-nest）
- 2014年10月26日 - (ジョイント) かと*ふく & smileY inc. スペシャルイベント 〜smileY inc.なかとにはふく来たる〜(1部・2部)（ニューピアホール）
- 2014年11月16日 - (ゲスト) TVアニメ「ハナヤマタ」トーク&ライブイベント 『花彩よさこい祭』(昼の部・夜の部)（日本青年館大ホール） ☆
- 2014年12月14日 - (ゲスト) アニメJAM 2014（ハナヤマタ枠）
- 2015年2月7日 - (ゲスト) みるくらりあっと Special3(vol.7s)
- 2015年4月26日 - (ゲスト) TVアニメ「ハナヤマタ」トーク&ライブイベント『花彩よさこい祭 二組目』 ☆

ここまで2人での出演。以降、smileY inc.名義で大坪のみの出演
- 2015年5月23日 - (ゲスト) アニ×ワラ 2015 SUMMER
- 2015年12月27日 - (ゲスト) みるくらりあっとVOL8 ～ 続・MOE BREAK 2000 ～【TOKYO】
- 2016年2月28日 - (コラボ) 東京ハーレム×smileY inc.スペシャルイベント「楽園祭（ハーレムフェスティバル）」 ☆
- 2017年10月15日 - (ゲスト) TVアニメ「恋愛暴君」スペシャルイベント 暴れん坊SHOW! ☆
- 2017年12月24日 - (ゲスト) アニメJAM 2017 ☆（恋愛暴君枠）